# 851 до н. е.

## Події
Цар Ассирії Салманасар ІІІ пішов на Вавилон, вигнав звідти Мардук-бел-узаті і відновив на престолі Мардук-закір-шумі І. Внаслідок цього походу Вавилон фактично став васалом Ассирії.

### Астрономічні явища
- 3 березня. Часткове сонячне затемнення.[1]
- 26 серпня. Часткове сонячне затемнення.[1]